# Teodor T. Nalbant
Teodor T. Nalbant (18 de diciembre de 1933 - 12 de noviembre de 2011) fue un ictiólogo rumano.
Nacido en Constanza (Rumania), cerca del Mar Negro, Nalbant pasó parte de su infancia entre pescadores del Delta del Danubio. Después de terminar sus estudios secundarios, estudió biología, primero en Cluj-Napoca y más tarde en la Universidad de Bucarest. En Cluj-Napoca hizo amistad con Petre Mihai Bănărescu, quien pasó a ser un colaborador en muchas publicaciones.
Nalbant publicó más de 150 artículos sobre una variedad de temas relacionados con su campo. Trabajó en el Museo Nacional de Historia Natural Grigore Antipa y participó en numerosas expediciones a regiones del Océano Atlántico, Índico y Pacífico.
Los taxones que llevan su nombre son Nalbantichtys (Schultz, 1967), Nalbantius (Mauge y Bauchot, 1984) y las especies Schistura punjabensis (Mîrza y Bănărescu, 1979) y Cyclaspis nalbanti (Petrescu, 1998).